# ان‌جی‌سی ۴۳۴
ان‌جی‌سی ۴۳۴ (انگلیسی: NGC 434) نام یک کهکشان مارپیچی در صورت فلکی توکان است.